# Kara Killmer
Pour les articles homonymes, voir Killmer.
Kara Killmer, actrice américaine née le 14 juin 1988 à Crowley, au Texas (États-Unis). Elle est principalement connue pour son rôle de Sylvie Brett, une ambulancière, dans la série de Dick Wolf, Chicago Fire.

## Biographie
Elle est née au Texas, le 14 juin 1988. Elle a fréquenté l'Université Baylor. Elle a obtenu en 2010 un B.F.A. dans les arts du spectacle.

### Carrière
Depuis 2014, elle rejoint le casting principal de la série Chicago Fire lors de la troisième saison, dans le rôle de l'ambulancière Sylvie Brett, aux côtés de Taylor Kinney et Jesse Spencer. Le 17 novembre 2023, elle annonce qu'elle quitte la série au cours de la douzième saison.

### Vie privée
Elle est mariée à l'acteur Andrew Cheney depuis le 14 mai 2016, rencontré sur le tournage du film Le Masque de la Liberté (en).

## Filmographie
Sauf indication contraire, les informations mentionnées dans cette section peuvent être confirmées par la base de données cinématographiques IMDb,  présente dans la section « Liens externes ».

### Films
- 2012 : Remnant
- 2012 : Prank : Beth
- 2015 : Le Masque de la Liberté (en) (Beyond the Mask) : Charlotte Holloway
- 2017 : Duplicité

### Télévision

#### Séries télévisées
- 2010 : If I Can Dream : elle-même (32 épisodes)
- 2011 : Scary Tales : Raunzel
- 2012 : Jane by Design
- 2013 : Rosa the Imposer : Sandra
- 2013 : Horizon : Anna Webber
- 2014 - 2024 : Chicago Fire : Sylvie Brett (personnage principal - saisons 3 à 11, invitée saison 12 -193 épisodes)
- 2014 - 2020 : Chicago Police Department : Sylvie Brett (invitée - 10 épisodes)
- 2015 - 2022 : Chicago Med : Sylvie Brett (personnage récurrent - 18 épisodes)
- 2017 : Chicago Justice : Sylvie Brett (invitée - épisode 11)

#### Téléfilms
- 2018 : Les fleurs du secret : Jennifer Jones